# بنت المعلم (فلم)
بنت المعلم هو فيلم مصري من إنتاج عام 1947، بطولة هاجر حمدي وعبد الفتاح القصري وماري منيب وحسن فايق وسعاد مكاوي وإسماعيل ياسين واخراج عباس كامل.

## قصة
تقع ابنتي المعلم (حنفي)، (عزيزة)،و (بلية) في حب (حمودة) صبي القهوة التي يملكها حنفي، و(حسونة) صبي المكوجي. يطمع (لذيذ) مطرب المقاهي في (عزيزة) لكنه يفشل في استمالتها، فيلجأ إلى إقناع المعلم حنفي بالإنتاج السينمائي، ويعرفه على راقصة لعوب على أنها بطلة الفيلم. يطلق (حنفي) زوجته ويترك أسرته، جريًا وراء الفيلم المزعوم والراقصة اللعوب، مما يدفع الفتاتان بمساعدة أحبائهما على استرداد الأب، والإيقاع بـ(لذيذ).

## طاقم العمل
- هاجر حمدي: عزيزة
- عبد الفتاح القصري: المعلم حنفي
- ماري منيب: والدة عزيزة
- حسن فايق: الاستاذ كوشة
- سعاد مكاوي: بلية
- إسماعيل ياسين: حسونة
- نيللي مظلوم: لاتانيا
- محمود شكوكو: حمودة
- محمد كمال المصري: مساعد الاستاذ كوشة (المخرج)
- عزيز عثمان: لزيز
- حسن كامل:
- رشاد حامد: الضابط
- عبد المنعم إسماعيل: حميدو
- ميمي عزيز:

## روابط خارجية
- مقالات تستعمل روابط فنية بلا صلة مع ويكي بيانات